# Ko Hyeong-ryeol
Ko Hyeong-ryeol (en hangeul : 고형렬) est un poète coréen né en 1954.

## Biographie
Ko Hyeong-ryeol est né dans la ville de Haenam tout au sud de la Corée et a grandi à Sokcho dans la province de Gangwon. Après ses études au lycée, il passe un examen pour devenir fonctionnaire et trouve un travail finalement en tant qu'employé municipal. Il fait ses débuts littéraires en 1979 avec Le premier né (Jangja) qui fut publié dans Hyundae Munhak (Littérature contemporaine).

## Œuvre
Ko est un poète au style singulier. Adoptant un ton posé et calme sur des sujets comme la division nationale du pays ou le souhait de l'auteur d'une réunification des deux Corées, son langage poétique adopte le ton d'un monologue balbutiant ou d'une conversation difficile. Il traite de sujets qui lui sont proches en se fiant aux expériences des personnes autour de lui. Bien que les descriptions des choses qui l'entourent soient marquées d'une certaine souffrance, d'une mélancolie latente, cette poésie n'en demeure pas moins pleine de compassion et de compréhension pour ses personnages.

## Distinctions
- 2003 : Prix littéraire Chihun
- 2006 : Prix littéraire Ilyeon[3]
- 2006 : Prix littéraire Baekseok[4]
- 2006 : Prix des Arts et de la Culture de Corée[5]
- 2010 : Prix de littérature contemporaine (Hyundae Munhak) 2010[6]